# Ro.Go.Pa.G.
„Ро.Го.Па.Г.“ (на италиански: Ro.Go.Pa.G.) е италиански антологичен филм от 1963 година, съдържащ четири отделни сегмента без сюжетна връзка помежду им. Продуциран е от Алфредо Бини и Анджело Рицоли и е  режисиран от Роберто Роселини, Жан-Люк Годар, Пиер Паоло Пазолини и Уго Грегорети.
Заглавието на филма е взето от имената на режисьорите Роселини, Годар, Пазолини, Грегорети

## Епизоди и режисьори
| Режисьор            | Име                             | Име в оригинал    |
| ------------------- | ------------------------------- | ----------------- |
| Роберто Роселини    | „Целомъдрие“                    | Illibatezza       |
| Жан-Люк Годар       | „Новият свят“                   | Il nuovo mondo    |
| Пиер Паоло Пазолини | „Изварата“                      | La ricotta        |
| Уго Грегорети       | „Пилето на свободно отглеждане“ | Il pollo ruspante |

## В ролите

### Целомъдрие
| Актьор             | Роля                           |
| ------------------ | ------------------------------ |
| Розана Скиафино    | Анна Мария                     |
| Брус Балабан       | Джо                            |
| Мария Пия Скиафино | Стюардеса                      |
| Джанрико Тедески   | Психоаналитикът                |
| Карло Дзапавина    | Карло – приятеля на Анна Мария |

### Новият свят
| Актьор            | Роля        |
| ----------------- | ----------- |
| Жан-Марк Бори     | Съпругът    |
| Александра Стюард | Александра  |
| Мишел Делахей     | Неупомената |
| Жан-Андре Фиеши   | Неупоменат  |
| Андре С. Лабарте  | Гласът      |

### Изварата
| Актьор          | Роля        |
| --------------- | ----------- |
| Орсън Уелс      | Режисьорът  |
| Марио Чиприани  | Дрипльото   |
| Лаура Бети      | Дивната     |
| Едмонда Алдини  | Друга Дивна |
| Еторе Джарофоло | Ангел       |

### Пилето на свободно отглеждане
| Актьор         | Роля              |
| -------------- | ----------------- |
| Уго Тоняци     | Тони              |
| Лиза Гастони   | Съпругата на Тони |
| Рики Тоняци    | Синът на Тони     |
| Антонела Таито | Дъщерята на Тони  |